# Donja Jelenska
Donja Jelenska falu Horvátországban, Sziszek-Monoszló megyében. Közigazgatásilag Popovača községhez tartozik.

## Fekvése
Monoszló területén, Sziszek városától légvonalban 15, közúton 20 km-re északkeletre, községközpontjától 8 km-re délnyugatra, a Lónyamező szélén, a Jelenska-patak partján fekszik. Közelében halad át az A3-as autópálya. 

## Története
A térség már ősidők óta lakott. Ezt bizonyítja a közeli Osekovón található kőkorszaki és rézkori régészeti lelőhely, ahol a cseréptöredékek mellett néhány szép kidolgozású kőszerszám is előkerült. A 15. század végétől az Erdődyek birtoka volt. 1545 és 1591 között török uralom alatt állt. A település 1773-ban az első katonai felmérés térképén „Dorf Dol. Jellenska” néven szerepel. A 19. század elején rövid ideig francia uralom alá került, majd ismét a Habsburg Birodalom része lett. 1857-ben 197, 1910-ben 271 lakosa volt. Belovár-Kőrös vármegye Krizsi, majd Kutenyai járásához tartozott. 1918-ban az új szerb-horvát-szlovén állam, majd később Jugoszlávia része lett. A II. világháború idején a Független Horvát Állam része volt. 1991. június 25-én a független Horvátország része lett. A településnek 2011-ben 78 lakosa volt.

## Népesség
| Lakosság változása | Lakosság változása | Lakosság változása | Lakosság változása | Lakosság változása | Lakosság változása | Lakosság változása | Lakosság változása | Lakosság változása | Lakosság változása | Lakosság változása | Lakosság változása | Lakosság változása | Lakosság változása | Lakosság változása | Lakosság változása |
| ------------------ | ------------------ | ------------------ | ------------------ | ------------------ | ------------------ | ------------------ | ------------------ | ------------------ | ------------------ | ------------------ | ------------------ | ------------------ | ------------------ | ------------------ | ------------------ |
| 1857               | 1869               | 1880               | 1890               | 1900               | 1910               | 1921               | 1931               | 1948               | 1953               | 1961               | 1971               | 1981               | 1991               | 2001               | 2011               |
| 197                | 156                | 159                | 174                | 239                | 271                | 280                | 271                | 289                | 289                | 285                | 201                | 123                | 87                 | 93                 | 78                 |

## Nevezetességei
Szent Rókus tiszteletére szentelt kápolnája. 